# Месяц чёрной истории

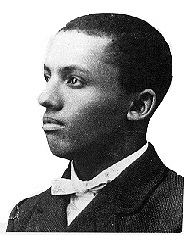
Картер Вудсон (1875—1950)

Месяц чёрной истории (также Месяц афроамериканской истории, англ. Black History Month) отмечается ежегодно в феврале в США и Канаде. Во время этого месяца проводятся памятные мероприятия, посвящённые борьбе общества с рабством, расизмом, предрассудками и бедностью, а также отмечается вклад афроамериканцев в культурную и политическую жизнь страны. Аналогичный по сути месячник ежегодно проводится в Великобритании, Ирландии и Нидерландах в октябре.

## История возникновения
В 1926 году чернокожий историк и журналист Картер Вудсон учредил Неделю негритянской истории (Negro History Week), выбрав вторую неделю февраля, поскольку на неё приходились дни рождения президента США Авраама Линкольна и известного аболициониста Фредерика Дугласа — обе даты с конца XIX века отмечались чернокожим населением США как связанные с отменой рабства.
С самого начала основной акцент недели делался на преподавание истории чернокожего населения США в школах, распространении исторической литературы и повышению интереса учителей к этой области истории Соединённых Штатов.
В конце 1960-х усилиями студентов Кентского университета штата Огайо неделя превратилась в месяц, а в 1976 году, когда отмечалось двухсотлетие создания США, неделя была официально расширена до месяца.
С 1987 года Месяц негритянской истории проводится и в Великобритании (в октябре), а с 1995 года — в Канаде.